# Lyon Open 2019
Lyon Open 2019, oficiálním názvem Open Parc Auvergne-Rhône-Alpes Lyon 2019, byl tenisový turnaj pořádaný jako součást mužského okruhu ATP Tour, který se odehrával v Parku Zlaté hlavy na otevřených antukových dvorcích. Probíhal mezi 19. až 25. květnem 2019 ve francouzském Lyonu jako třetí ročník turnaje.
Turnaj s rozpočtem 586 140 eur patřil do kategorie ATP Tour 250. Nejvýše nasazeným hráčem ve dvouhře se stal osmnáctý tenista světa Nikoloz Basilašvili z Gruzie. Jako poslední přímý účastník do hlavní singlové soutěže nastoupil 83. hráč žebříčku Uruguayec Pablo Cuevas.
Třetí singlový titul na okruhu ATP Tour vybojoval 30letý Francouz Benoît Paire. Druhou společnou trofej ve čtyřhře túry ATP získal chorvatsko-francouzský pár Ivan Dodig a Édouard Roger-Vasselin.

## Rozdělení bodů a finančních odměn

### Rozdělení bodů
| Soutěž  | vítězové | finalisté | semifinalisté | čtvrtfinalisté | 16 v kole | 32 v kole | Q  | Q2 | Q1 |
| ------- | -------- | --------- | ------------- | -------------- | --------- | --------- | -- | -- | -- |
| dvouhra | 250      | 150       | 90            | 45             | 20        | 0         | 12 | 6  | 0  |
| čtyřhra | 250      | 150       | 90            | 45             | 0         | —         | —  | —  | —  |

### Finanční odměny
| Soutěž                              | vítězové | finalisté | semifinalisté | čtvrtfinalisté | 16 v kole | 32 v kole | Q2     | Q1     |
| ----------------------------------- | -------- | --------- | ------------- | -------------- | --------- | --------- | ------ | ------ |
| dvouhra                             | €90 390  | €48 870   | €26 990       | €15 335        | €8 815    | €5 285    | €2 555 | €1 280 |
| čtyřhra                             | €29 650  | €16 200   | €8 240        | €4 710         | €2 760    | —         | —      | —      |
| částka ve čtyřhře je uvedena na pár |          |           |               |                |           |           |        |        |

## Mužská dvouhra

### Nasazení
| Stát                           | Hráč                  | ATP | Nasazení |
| ------------------------------ | --------------------- | --- | -------- |
| Gruzie                         | Nikoloz Basilašvili   | 18. | 1.       |
| Španělsko                      | Roberto Bautista Agut | 20. | 2.       |
| Kanada                         | Denis Shapovalov      | 22. | 3.       |
| Kanada                         | Félix Auger-Aliassime | 30. | 4.       |
| Srbsko                         | Dušan Lajović         | 31. | 5.       |
| Francie                        | Richard Gasquet       | 39. | 6.       |
| Francie                        | Pierre-Hugues Herbert | 40. | 7.       |
| Polsko                         | Hubert Hurkacz        | 41. | 8.       |
| Žebříček ATP k 13. květnu 2019 |                       |     |          |

### Jiné formy účasti
Následující hráči obdrželi divokou kartu do hlavní soutěže:
- Richard Gasquet
- Corentin Moutet
- Denis Shapovalov

Následující hráč nastoupil do hlavní soutěže pod žebříčkovou ochranou:
- Jo-Wilfried Tsonga

Následující hráči postoupili do hlavní soutěže z kvalifikace:
- Steven Diez
- Maxime Janvier
- Jannik Sinner
- Jiří Veselý

Následující hráči postoupili z kvalifikace jako tzv. šťastní poražení:
- Lloyd Harris
- Tristan Lamasine

### Odhlášení
před zahájením turnaje
- Tomáš Berdych → nahradil jej  Benoît Paire
- John Isner → nahradil jej  Pablo Andújar
- Martin Kližan → nahradil jej  Lloyd Harris
- Michail Kukuškin → nahradil jej  Tristan Lamasine
- Jan-Lennard Struff → nahradil jej  Ugo Humbert

v průběhu turnaje
- Richard Gasquet

## Mužská čtyřhra

### Nasazení
| Stát                                                                                    | Hráč           | Stát               | Hráč                   | ATP | Nasazení |
| --------------------------------------------------------------------------------------- | -------------- | ------------------ | ---------------------- | --- | -------- |
| Jižní Afrika                                                                            | Raven Klaasen  | Nový Zéland        | Michael Venus          | 31. | 1.       |
| Chorvatsko                                                                              | Ivan Dodig     | Francie            | Édouard Roger-Vasselin | 60. | 2.       |
| Spojené království                                                                      | Ken Skupski    | Spojené království | Neal Skupski           | 80. | 3.       |
| Spojené království                                                                      | Luke Bambridge | Spojené království | Jonny O'Mara           | 90. | 4.       |
| Žebříček ATP k 13. květnu 2019; číslo je součtem žebříčkového postavení obou členů páru |                |                    |                        |     |          |

### Jiné formy účasti
Následující páry obdržely divokou kartu do hlavní soutěže:
- Antoine Hoang /  Grégoire Jacq
- Ugo Humbert /  Tristan Lamasine

Následující páry naastoupily do čtyřhry z pozice náhradníků:
- Romain Arneodo /  Hugo Nys
- Kung Mao-sin /  Lloyd Harris

### Odhlášení
před zahájením turnaje
- Martin Kližan
- Cameron Norrie

v průběhu turnaje
- Michael Venus

## Přehled finále

### Mužská dvouhra
- Benoît Paire vs.  Félix Auger-Aliassime, 6–4, 6–3

### Mužská čtyřhra
- Ivan Dodig /  Édouard Roger-Vasselin vs.  Ken Skupski /  Neal Skupski, 6–4, 6–3